# سوسة الباقلاء
سوسة الباقِلاء  أو سوسة الفول أو بروكيدى (الاسم العلمي: Bruchinae)، هي فُصيلة حشرات خنفسية، توضع الآن في فصيلة خنافس الورق، على الرغم من أنها عوملت تاريخيًا كفصيلة منفصلة. هي حشرات آكلة للحبوب، وعادًة ما تغزو أنواعًا مختلفة من البذور أو الباقلاء، تعيش معظم حياتها داخل بذرة واحدة. تضم الفصيلة حوالي 4350 نوعًا وتوجد في جميع أنحاء العالم.